# Patuli
Patuli is een census town in het district Purba Bardhaman van de Indiase staat West-Bengalen. De plaats ligt aan de oever van de Hooghly.

## Demografie
Volgens de Indiase volkstelling van 2001 wonen er 4.451 mensen in Patuli, waarvan 51% mannelijk en 49% vrouwelijk is. De plaats heeft een alfabetiseringsgraad van 64%.